# Sebald Daum
Sebald Daum (* 22. Januar 1934 in Brigidau; † 12. November 2024) war ein deutscher General der Nationalen Volksarmee der DDR.
Er war von 1985 bis 1990 Stellvertreter des Chefs des Militärbezirks III der DDR. Zum Zeitpunkt seiner Entlassung hatte er den Dienstgrad eines Generalmajors.

## Leben

### Herkunft und Ausbildung
Daum wurde am 22. Januar 1933 in Brigidau, seit 1947 Laniwka (polnisch Brygidyn; russisch Лановка; ukrainisch Ланівка), heutige Westukraine Oblast Lwiw, Rajon Stryj geboren. Sein Vater war Landwirt und Sattler.
Sebald Daum verbrachte seine Kindheit in der überwiegend von Galiziendeutschen bewohnten Siedlung in Polen. 1939 wurde er kurzzeitig zum Sowjetbürger (Westukrainer), bevor 1940 die Bevölkerung im Rahmen des Deutsch-Sowjetischen Grenz- und Freundschaftsvertrags ins Deutsche Reich umgesiedelt wurde. Mit der Umsiedlung wurde er Deutscher, besuchte eine deutsche Schule und wurde ab 1949 in der DDR heimisch.
Von 1949 bis 1952 absolvierte Daum eine Lehre als Bäckergeselle.

### Militärische Laufbahn
Mit seinem freiwilligen Eintritt in die bewaffneten Organe der DDR am 12. Januar 1953 wurde Sebald Daum Angehöriger der Kasernierten Volkspolizei (KVP). Nach einer militärischen Grundausbildung erfolgte seine Ausbildung für den Offiziersberuf von 1953 bis 1955 als Kursant / Offiziersschüler an der Panzerschule Großenhain. 1955 trat Daum der SED bei.
Seine erste Dienststellung nach Ernennung zum Offizier war von 1955 bis 1962 Zugführer eines Panzerzuges im C-Kommando der KVP in Zeithain. Anfang 1956 wurde er in die Nationale Volksarmee (NVA) der DDR übernommen und diente bis 1962 als Kompaniechef im Panzerregiment PR-11 der 11. Mot.-Schützendivision (NVA). Von 1962 bis 1965 war Daum Kommandeur des Panzerbataillons im Mot.-Schützen-Regiment MSR-17 (der 11. MSD) am Standort Halle (Saale).
Von 1965 bis 1969 absolvierte Sebald Daum in der Sowjetunion den Vorbereitungskurs und das dreijährige Direktstudium für Truppenkommandeure der operativ-taktischen Führungsebene an einer sowjetischen Militärakademie in Moskau, das er als Diplom-Militärwissenschaftler (Dipl.-Mil.) 1969 abschloss.
Nach seiner Rückkehr aus der UdSSR war Daum ab 1969 bis 1973 als Fachlehrer / Hauptfachlehrer an der Militärakademie „Friedrich Engels“ Dresden tätig. Anschließend 1973 wurde Daum als Kommandeur des Mot.-Schützen-Regiments MSR-22 der 4. Mot.-Schützendivision (NVA) am Standort Mühlhausen/Thüringen eingesetzt.
Ab 1976 absolvierte Sebald Daum in einem zweijährigen Direktstudium an der Militärakademie des Generalstabes der Streitkräfte der UdSSR in Moskau eine operativ-strategische Kommandeursausbildung, die er 1978 mit dem Diplom der Generalstabsakademie abschloss.
Anschließend war er 1978 bis 1980 als Stellvertreter des Kommandeurs für Ausbildung in der 4. Mot.-Schützendivision (Standort des Stabes in Erfurt) eingesetzt.
Darauf folgte 1980 bis 1983 sein Einsatz als Kommandeur der Unteroffiziersschule US-I „Rudolph Egelhofer“(des MB III) am Standort Weißkeißel. Oberst Sebald Daum war von 1983 bis 1985 am Standort Burg (bei Magdeburg) Kommandeur des Ausbildungszentrums AZ-15 (des Militärbezirks III), das in Struktur und mit Ausrüstung zum Aufwuchs zur Mot.-Schützendivision ausgestattet war.
Ab 1985 war Daum am Standort Leipzig Stellvertreter des Chefs und Chef Ausbildung des Militärbezirk III der DDR. 1986 wurde er zum Generalmajor ernannt.
Im Vorfeld der Auflösung der Nationalen Volksarmee wurde Sebald Daum, wie die meisten Generale der NVA, am 30. September 1990 entlassen.

## Auszeichnungen
- Kampforden Für Verdienste um Volk und Vaterland in Silber